# Plagiobothrys infectivus
Plagiobothrys infectivus är en strävbladig växtart som beskrevs av Ivan Murray Johnston. Plagiobothrys infectivus ingår i släktet tiggarstavar, och familjen strävbladiga växter. Inga underarter finns listade i Catalogue of Life.